# Clube Náutico Capibaribe
El Clube Náutico Capibaribe es un club de fútbol de Brasil de la ciudad de Recife, capital del estado de Pernambuco. Fue fundado en 1901 y desde 2023 jugará en el Campeonato Brasileño de Serie C.
En el fútbol, deporte en el que es más activo actualmente, el Náutico posee 24 títulos de campeón estatal, el primero en 1934 y el más reciente conquistado en 2022. Es tricampeón del Norte-Nordeste (1963 a 1965) y subcampeón de la Copa Brasil (1967), lo que le supuso una participación en la Copa Libertadores de América. Es el único club hexacampeón pernambucano, además de haber conquistado, en 2001, el título de campeón el año de su centenario, el único en su estado.
Posee al "Timbu" como mascota, nombre dado a la comadreja overa, marsupial brasileño que habita la Zona de la Mata, Agreste y Sertão del Nordeste de Brasil.
El Náutico es propietario del Estadio Eládio de Barros Carvalho, más conocido como Estadio dos Aflitos. La capacidad es de 30.000 espectadores sentados. También le pertenece el CT Senador Wilson Campos, situado en el barrio de la Guabiraba, en el Arrecife, que posee 49 hectáreas y cuenta con cuatro campos oficiales, área para administración, vestuarios, alojamientos etc. Es dueño de un garaje para remo, situada en la Calle de la Aurora en el centro de Recife.

## Historia

### La fundación
El club tiene sede en la ciudad de Recife. A pesar de la fecha oficial de fundación es el 7 de abril de 1901, ya se hablaba en el Club Náutico Capibaribe desde el siglo anterior, cuando dos grupos rivales de remadores recifenses se unieron. En el inicio de todo, en 1897, un grupo de amantes del remo, comandados por João Victor de la Cruz Alfarra, alquilaba barcos de la antigua Lingüeta, saliendo en pequeñas excursiones hasta la antigua Casa de Banhos de Pina. Esos viajes alcanzaban hasta el barrio de Apipucos.
Cuando, después de terminada la revuelta de los Canudos (Revolta dos Canudos), los recifenses se preparaban para recibir las tropas pernambucanas comandadas por el general Artur Costa, una importante programación fue preparada para la recepción a los soldados. João Alfarra y algunos de sus compañeros de proeza por el Capibaribe fueron encargados de preparar la parte náutica de la recepción, y se quedó preparada una gran regata para el día 21 de noviembre de 1897. Esa competición despertó el interés de los recifenses, que sintieron la necesidad de hacer otras promociones del género. El remo comenzó a ganar nuevos adeptos y, el año siguiente, empleados de los almacenes de las calles Duque de Caxias y Rangel formaron una asociación, el Club de los Pimpões. Los componentes del otro grupo, que habían destacado en la regata de la recepción a las tropas de Canudos, se animaron y hubo una serie de combates entre las dos multitudes, en 1898, en la Casa de Baños (Casa de Banhos).
A finales de 1898, se acordó la fundación de otra sociedad, que congregaría los dos grupos antes mencionados: el Club Náutico Capibaribe. Poco antes de acabar 1899, por decisión de sus dirigentes, el club pasó por un proceso de reorganización, pero mantuvo la fidelidad a los deportes náuticos. En esa ocasión, su nombre fue cambiado por Recreo Fluvial. Pero la nueva denominación no fue del agrado de todos, resultando que, en el inicio de 1901, fue renombrado con la denominación anterior – Club Náutico Capibaribe. Y, el `7 de abril de 1901, João Alfarra convocó todos los relacionados al remo para una solemnidad en la cual sería realizada y registrada la primera acta de la asociación, fecha que se quedó reconocida oficialmente como la fundación del club. El documento histórico recibió la firma de todos los presentes - de Antônio Dias Ferreira, presidente de la reunión, de Piragibe Haghissé, secretario, y de João Victor de la Cruz Alfarra, líder del grupo y padre de la idea.

### El fútbol
El fútbol recién apareció en el club a partir de 1905. Al año siguiente, un grupo de ingleses formó el primer equipo. Sus actividades, sin embargo, se limitaban a los domingos, en el campo de Santana o en la campina del Derby.
Antes, no había, por parte del Náutico, el menor interés por el juego. El nuevo deporte sólo fue aceptado para que no hubiera peleas internas.
En 1914, fue creada la Liga Recifense de Fútbol, pero el Náutico no formó parte de ella, por lo tanto, sus jugadores buscaron entrar en otros clubes. El club João de Barros, actual América, fue el que más ganó con la huida de los jugadores del Náutico.
En 1915, sin embargo, se sintió la necesidad de crear una nueva entidad para orientar el fútbol de la ciudad. Fue fundada de esa manera la Liga Sportiva Pernambucana, a la cual el Náutico se afilió. Después de esto, los jugadores volvieron, pero el club se mantuvo sin mucho interés hasta llegar a la fase del profesionalismo, cuando inmediatamente consiguió ser campeón, en 1934.
El tiempo y la historia se encargarían de demostrar que aquella había sido una decisión sabia: el Náutico, un club laureado en las regatas desde los primeros tiempos, sería, con el pasar de los años, victorioso también en el fútbol - pionero en Pernambuco en juegos por el exterior, primero tetra, primero penta, primero y exclusivo hexacampeón. Fue subcampeón de la Taça Brasil en 1967, consiguiendo una participación en la Copa Libertadores de América.
En la principal competición suramericana, el Náutico fue encuadrado en el Grupo 5 junto a su compatriota Palmeiras y los venezolanos Deportivo Portugués y Deportivo Galicia. Cayó eliminado en esa fase de grupos en parte gracias a una derrota en la mesa ante el Deportivo Portugués, campeón venezolano, debido a un error en la interpretación en las reglas de competición de la Conmebol, que no había autorizado dos sustituciones por juego aún, regla ya estipulada por la FIFA y ya usada en Brasil por la CBD. El entrenador del Náutico, para gastar tiempo, sustituyó un atleta cuando el equipo ya tenía la victoria garantizada (3 goles a 2) acarreando la pérdida de los puntos del partido, puesto que el conjunto venezolano elevó su protesta ante el máximo organismo rector del fútbol sudamericano, fallando en su favor. La eliminación de Náutico se consumaría con la posterior victoria del Deportivo Portugués sobre Deportivo Galicia en Caracas en la jornada de cierre del Grupo, que hacía inútil la victoria del club pernambucano sobre Palmeiras, el otro clasificado del Grupo, ya que no lo alcanzaba en la tabla. Esa sería la única participación del Náutico en la Copa Libertadores de América.

### La vuelta a la élite
En el año 2006, el Náutico logró alcanzar el punto más alto después de la derrota del 26 de noviembre de 2005, cuando perdió la oportunidad de ascender en casa, desaprovechando dos penales en ese partido. El equipo logró vencer al Ituano en casa por 2 a 0 frente a más de 20 669 espectadores en el Estadio dos Aflitos. Con este triunfo, regresó a la Campeonato Brasileño de 1.ª División después de doce años de espera.
Aunque el club podría haberse clasificado una jornada antes, se enfrentó a un Ituano motivado por el Coritiba, que también aspiraba a la plaza. Los jugadores, destacando a Kuki, Felipe y Capixaba, corrieron durante todo el partido. Parte de este logro se atribuye a los entrenadores que pasaron por el club, como Roberto Cavalo y Paulo Campos. Este último, a pesar de las críticas, logró colocar al Náutico entre los cuatro primeros clubes de la Serie B que ascenderían a la Serie A. Finalmente, Hélio dos Anjos fue contratado, levantando la moral del equipo y guiándolo hacia el ascenso.

### 2007-2010
En 2007, el Náutico atravesó más de 20 rondas en la zona de descenso, pero experimentó una destacada recuperación en la segunda mitad de la competición y logró mantenerse en la élite. El delantero uruguayo Beto Acosta se destacó como vicegoleador con 19 goles.
En 2008, el Náutico permaneció en la élite tras un empate sin goles con el Santos en Vila Belmiro, gracias a una destacada actuación del portero Eduardo.
En 2009, el Náutico tuvo una temporada difícil, finalizando en el puesto 19.º de la liga, solo superando al Sport, su rival, y fue relegado a la Serie B.
En 2010, el Náutico alcanzó el puesto 13.º en la Serie B.

### La vuelta a la élite, y al fondo otra vez
En 2011, el equipo Timbu logró el segundo puesto en el Campeonato Brasileño de Serie B, regresando así a la Serie A. El Náutico tuvo una destacada actuación en el Estadio dos Aflitos, con 14 victorias y 5 empates en 19 partidos. El delantero Kieza se destacó como máximo goleador con 21 goles. Sin embargo, en 2013, con escasas victorias, y en la Jornada 32 de la Serie A de Brasil, sufrió otro descenso tras una contundente derrota por 5 a 0 ante el Atlético Mineiro, poniendo fin a dos años en la élite del fútbol brasileño.

### La Série C
En el año 2017, el equipo de Náutico finalizó en la última posición de la Serie B, experimentando una campaña desafiante. El equipo enfrentó dificultades financieras, reflejadas en el retraso de los salarios de los jugadores, lo que generó una situación de crisis al cierre del año. Posteriormente, descendió a la Serie C, permaneciendo en esa categoría hasta el año 2019, cuando logró obtener el ascenso a la Serie B al vencer en una tanda de penales al equipo Paysandu de Belém.

## Uniforme
- Uniforme titular: Camiseta a franjas verticales blancas y rojas, pantalón blanco, medias blancas.
- Uniforme alternativo: Camiseta blanca, pantalón rojo, medias blancas.

## Estadio
El Náutico posee el Estadio Eládio de Barros Carvalho, conocido como Estadio dos Aflitos. Su capacidad es de 16.900 espectadores. Aparte es propietario del CT Senador Wilson Campos, lugar en el que realiza los entrenamientos en las 49 hectáreas de extensión que tiene, donde se hallan cuatro campos oficiales.

## Datos del club
- Participaciones en la Copa Libertadores: 1 (1968)

Mejor posición: Fase de Grupos (1968)
- Participaciones en la Copa Sudamericana: 1 (2013)

Mejor posición: Segunda fase (2013)

## Participaciones internacionales
| Competencia                      | Edición |
| -------------------------------- | ------- |
| Copa Libertadores de América (1) | 1968.   |
| Copa Sudamericana (1)            | 2013.   |

### Por competición
| Torneo                       | TJ | PJ | PG | PE | PP | GF | GC | DG | Puntos |
| ---------------------------- | -- | -- | -- | -- | -- | -- | -- | -- | ------ |
| Copa Libertadores de América | 1  | 6  | 1  | 2  | 3  | 7  | 8  | -1 | 4      |
| Copa Sudamericana            | 1  | 2  | 1  | 0  | 1  | 2  | 2  | 0  | 3      |
| Total                        | 2  | 8  | 2  | 2  | 4  | 9  | 10 | -1 | 7      |

## Entrenadores
- Umberto Cabelli (agosto de 1941–septiembre de 1941)[17][18][19][20]
- Aurelio Munt (marzo de 1945–abril de 1946)[21][22]
- Mario Ramos (abril de 1946–?)[22]
- Aurelio Munt (abril de 1947–octubre de 1947)[23][24]
- Eládio Barros de Carvalho y  Celio (interinos- octubre de 1947–?)[24]
- Umberto Cabelli (abril de 1949–noviembre o diciembre de 1949)[25][26]
- Palmeira (diciembre de 1949–noviembre de 1954)[26][27]
- José Fiorotti (junio de 1955–febrero de 1956)[28][29][30][31]
- Ivanildo (noviembre de 1954–?)[27]
- Ricardo Díez (marzo de 1957–abril de 1958)[32][33]
- Edmur Pinto Ribeiro (enero de 1971–abril de 1971)[34][35]
- Cido (interino- abril de 1971)[35]
- Palmeira (interino- abril de 1971)[35]
- Antoninho (abril de 1971–julio de 1971)[36][37]
- Palmeira (interino- julio de 1971–agosto de 1971)[38]
- Lourinaldo Silva (interino- agosto de 1971)[39]
- Nelson Lucena (septiembre de 1971–marzo de 1972)[40][41]
- Gradim (marzo de 1972–enero de 1973)[42][43]
- João Avelino (enero de 1973–?)[43]
- Cidinho (?–junio de 1980)[44]
- Roberto Brida (junio de 1980–mayo de 1981)[44][45]
- Cidinho (interino- mayo de 1981)[46][47]
- Paulo Emílio (mayo de 1981–septiembre de 1981)[47][48][49]
- Cidinho (interino- septiembre de 1981)[49]
- Hilton Chaves (septiembre de 1981–?)[50]
- Pepe (enero de 1982–septiembre de 1982)[51][52]
- Orlando Fantoni (septiembre de 1982–?)[52]
- Heriberto da Cunha (marzo de 2003–?)[53]
- Heron Ferreira (noviembre de 2004–febrero de 2005)[54][55]
- Didi Duarte (interino- febrero de 2005)[55]
- Mauro Galvão (febrero de 2005–?)[56]
- Didi Duarte (diciembre de 2005–?)[57]
- Roberto Cavalo (febrero de 2006–mayo de 2006)[58][59]
- Paulo Campos (mayo de 2006–octubre de 2006)[59][60]
- Hélio dos Anjos (octubre de 2006–marzo de 2007)[60][61]
- Zé do Carmo (interino- marzo de 2007)[62]
- PC Gusmão (marzo de 2007–junio de 2007)[62][63]
- Levi Gomes (interino- junio de 2007–julio de 2007)[63]
- Roberto Fernandes (julio de 2007–mayo de 2008)[64][65]
- Leandro Machado (mayo de 2008–julio de 2008)[66][67]
- Pintado (julio de 2008–agosto de 2008)[68][69]
- Waldemar Lemos (abril de 2009–junio de 2009)[70][71]
- Márcio Bittencourt (junio de 2009–julio de 2009)[72][73]
- Geninho (julio de 2009–diciembre de 2009)[73][74]
- Guilherme Macuglia (diciembre de 2009–febrero de 2010)[75][76]
- Edson Leivinha (interino- febrero de 2010)[76]
- Alexandre Gallo (febrero de 2010–septiembre de 2010)[77][78]
- Roberto Fernandes (septiembre de 2010–mayo de 2011)[79][80]
- Kuki (interino- mayo de 2011)[80]
- Waldemar Lemos (mayo de 2011–abril de 2012)[81][82]
- Levi Gomes (interino- abril de 2012)[82]
- Alexandre Gallo (abril de 2012–febrero de 2013)[83][84][85]
- Vágner Mancini (febrero de 2013–abril de 2013)[85][86]
- Silas (abril de 2013–junio de 2013)[87][88]
- Levi Gomes y Kuki (interino- junio de 2013)[88]
- Zé Teodoro (junio de 2013–agosto de 2013)[89][90]
- Levi Gomes (interino- agosto de 2013)[90]
- Jorginho (agosto de 2013–septiembre de 2013)[91][92]
- Levi Gomes (interino- septiembre de 2013)[92]
- Marcelo Martelotte (septiembre de 2013–?)[93]
- Sidney Moraes (mayo de 2014–agosto de 2014)[94][95]
- Levi Gomes (interino- agosto de 2014)[95]
- Dado Cavalcanti (agosto de 2014–diciembre de 2014)[96][97]
- Moacir Júnior (diciembre de 2014–marzo de 2015)[98][99]
- Levi Gomes (interino- marzo de 2015)[99]
- Lisca (marzo de 2015–septiembre de 2015)[100][101]
- Gilmar Dal Pozzo (septiembre de 2015–diciembre de 2015)[102][103]
- Alexandre Gallo (abril de 2016–septiembre de 2016)[104][105]
- Givanildo Oliveira (septiembre de 2016–diciembre de 2016)[106][107]
- Dado Cavalcanti (diciembre de 2016–febrero de 2017)[108][109]
- Levi Gomes (interino- febrero de 2017)[110]
- Milton Cruz (febrero de 2017–mayo de 2017)[110][111]
- Beto Campos (junio de 2017–julio de 2017)[112][113]
- Levi Gomes (interino- julio de 2017)[114]
- Roberto Fernandes (agosto de 2017–mayo de 2018)[115][116]
- Dudu Capixaba (interino- mayo de 2018)[117][118]
- Márcio Goiano (mayo de 2018–mayo de 2019)[118][119]
- Gilmar Dal Pozzo (mayo de 2019–septiembre de 2020)[120][121]
- Dudu Capixaba (interino- agosto de 2020)[122]
- Gilson Kleina (agosto de 2020–noviembre de 2020)[123]
- Hélio dos Anjos (noviembre de 2020–agosto de 2021)[124][125]
- Marcelo Chamusca (agosto de 2021–septiembre de 2021)[126][127]
- Dudu Capixaba (interino- septiembre de 2021)[127]
- Hélio dos Anjos (septiembre de 2021–febrero de 2022)[128][129]
- Marcelo Rocha (interino- febrero de 2022)[130]
- Felipe Conceição (febrero de 2022–abril de 2022)[131][132]
- Dudu Capixaba (interino- abril de 2022)[132]
- Roberto Fernandes (abril de 2022–julio de 2022)[133][134]
- Dudu Capixaba (interino- julio de 2022)[134]
- Elano (julio de 2022–agosto de 2022)[135][136]
- Dado Cavalcanti (agosto de 2022–mayo de 2023)[137]
- Otávio Augusto (interino- mayo de 2023)[138]
- Fernando Marchiori (mayo de 2023–agosto de 2023)[139][140]
- Bruno Pivetti (agosto de 2023–septiembre de 2023)[141][142]
- Allan Aal (noviembre de 2023–marzo de 2024)[143][144]
- Mazola Júnior (abril de 2024–junio de 2024)[145][146]
- Bruno Pivetti (junio de 2024–septiembre de 2024)[147][148]
- Marquinhos Santos (septiembre de 2024–abril de 2025)[149][150]
- Hélio dos Anjos (abril de 2025–presente)[4]

## Palmarés

### Torneos nacionales
- Campeonato Brasileño de Serie C (1): 2019.
- Subcampeón de la Taça Brasil en 1967.
- Subcampeón de la Serie B en 1988 y 2011.

### Torneos interestatales
- Torneo de los campeones Norte Nordeste (1): 1952
- Copa de los campeones del Norte (1): 1966

### Torneos estaduales
- Campeonato Pernambucano (24): 1934,[151] 1939,[152] 1945,[153] 1950,[154] 1951,[155] 1952,[156] 1954, 1960, 1963, 1964, 1965, 1966, 1967, 1968, 1974, 1984, 1985, 1989, 2001, 2002, 2004, 2018, 2021, 2022.
  - Subcampeón del Campeonato Pernambucano (32): 1926, 1931, 1942, 1944, 1946, 1955, 1956, 1957, 1958, 1959, 1961, 1970, 1972, 1975, 1976, 1977, 1978, 1979, 1981, 1982, 1983, 1988, 1991, 1992, 1993, 1994, 1995, 2005, 2008, 2009, 2010, 2014.
- Torneo Inicio: (14) :1933, 1942, 1944, 1949, 1952, 1953, 1962, 1963, 1964, 1965, 1975, 1978, 1979, 1980.

*Campeón invicto.